# Kothnur
Kothnur is een census town in het district Bangalore Urban van de Indiase staat Karnataka. 

## Demografie
Volgens de Indiase volkstelling van 2001 wonen er 20835 mensen in Kothnur, waarvan 53% mannelijk en 47% vrouwelijk is. De plaats heeft een alfabetiseringsgraad van 67%. 